# Максимовка (Самарская область)
Макси́мовка — село в Богатовском районе Самарской области России. Административный центр сельского поселения Максимовка.

## География
Село находится в восточной части Самарской области, в степной зоне, на левом берегу реки Самара, на расстоянии примерно 13 км (по прямой) к юго-западу от села Богатое, административного центра района. Абсолютная высота — 45 м над уровнем моря.
Климат
Климат характеризуется как континентальный, с жарким сухим летом и холодной малоснежной зимой. Средняя температура воздуха самого тёплого месяца (июля) — 20 — 25 °C (абсолютный максимум — 40 °C); самого холодного (января) — −14,1 °C (абсолютный минимум — −47 °C). Среднегодовое количество атмосферных осадков составляет 350—425 мм. Снежный покров образуется в конце ноября и держится в течение 141 дня.
Часовой пояс
Село Максимовка, как и вся Самарская область, находится в часовой зоне МСК+1. Смещение применяемого времени относительно UTC составляет +4:00.

## Население
| 2010 |
| ---- |
| 1001 |

Половой состав
По данным Всероссийской переписи населения 2010 года, в гендерной структуре населения мужчины составляли 45,4 %, женщины — соответственно 54,6 %.
Национальный состав
Согласно результатам переписи 2002 года, в национальной структуре населения русские составляли 92 % из 1090 чел.

## Улицы
| - ул. Аврора, - ул. Куйбышевская, - ул. Лесная, - ул. Октябрьская, | - ул. Партизанская, - ул. Первомайская, - ул. Полевая, - ул. Политотдельская, | - ул. Самарская, - ул. Советская, - ул. Школьная. |

## Известные уроженцы
- Гриднев, Александр Васильевич (1909—1995) — советский лётчик, подполковник, Герой Советского Союза.